# Fazenda da Serrinha
A Fazenda da Serrinha é um fazenda cafeeira do século XVIII, localizada no município de Paraíba do Sul.

## História
Supõe-se que a fazenda foi criada por Inácio Pereira Nunes, oriundo da cidade do Rio de Janeiro e um dos pioneiros na cultura do café nas terras de Paraíba do Sul. Ela seria resultado do desmembramento de terras de uma fazenda inicialmente chamada fazenda da "Serra" e adquiridas na primeira metade do século XIX.
Era dono de uma fazenda de subsistência e olaria na localidade do Inema e também atuava como usurário (agiota) e parte das fazendas que ele possuía vieram da execução hipotecária de seus devedores. Tornou-se comendador após ser condecorado com a Comenda da Ordem de Cristo, por ter deixado as tropas de Caxias ficarem em sua fazenda Cachoeira durante a Revolução em Minas Gerias.
O Comendador Pereira Nunes enriqueceu rapidamente com o café, possuindo cerca de 1.000 escravos e quase 300 bestas de carga. Quando faleceu em 28 de março de 1857, tinha tantas fazendas, que deixou uma para cada filho (tinha quinze no total, sete de seu primeiro casamento e oito de sua segunda núpcias) e todas com mais de 100 alqueires de terras. As fazendas originadas em suas terras foram as seguintes: Cachoeira, Caxambu, Santa Tereza, Sossego, Retiro, Fortaleza, Independência, Água-Limpa, Santo André, Serra, Santo Elias, Santa Vitória, Bom Sucesso e Barreira.
Sua filha Maria Pereira Nunes ficou com a fazenda da Serra e ela permaneceu em posse desta família até a primeira metade do século XX. Em 1920 era seu proprietário Maurício Pereira Nunes e, em 1935, Joaquim Xavier.

## Estrutura
Possui uma casa sede simples, um sobrado com dois pavimentos com janelas no modelo guilhotinas, sendo as partes de cima em venezianas de madeira e as de baixo em caixilhos de vidro.
Com cinco quartos e duas salas de estar, é uma construção simples com ausência de forros na maior parte dos cômodos.